# New York Knicks 2010-2011
La stagione NBA 2010-2011 dei New York Knicks si concluse con un numero di 42 vittorie e 40 sconfitte nella regular season, il 2º posto nell'Atlantic Division e il 6º posto della Eastern Conference.

## Draft
| Giro | Scelta | Giocatore     | Posizione   | Nazionalità | Università/Club |
| ---- | ------ | ------------- | ----------- | ----------- | --------------- |
| 2    | 38     | Andy Rautins  | guardia     | Canada      | Syracuse        |
| 2    | 39     | Landry Fields | ala piccola | Stati Uniti | Stanford        |

## Regular season
Atlantic Division
|  |    |                        | G  | V  | P  | %    | GB |
|  | -- | ---------------------- | -- | -- | -- | ---- | -- |
|  | 1. | Boston Celtics (3)     | 82 | 56 | 26 | 68,3 | -  |
|  | 2. | N.Y. Knicks (6)        | 82 | 42 | 40 | 51,2 | 14 |
|  | 3. | Philadelphia 76ers (7) | 82 | 41 | 41 | 50,0 | 15 |
|  | 4. | N.J. Nets              | 82 | 24 | 58 | 29,3 | 32 |
|  | 5. | Toronto Raptors        | 82 | 22 | 60 | 26,8 | 34 |

## Roster
| N° | Naz.                   | Ruolo | Sportivo          | Anno | Alt. | Peso |
| -- | ---------------------- | ----- | ----------------- | ---- | ---- | ---- |
| 1  | Stati Uniti (bandiera) | A     | Amar'e Stoudemire | 1982 | 208  | 111  |
| 2  | Stati Uniti (bandiera) | G     | Raymond Felton    | 1984 | 185  | 90   |
| 3  | Stati Uniti (bandiera) | A     | Shawne Williams   | 1986 | 206  | 102  |
| 4  | Stati Uniti (bandiera) | G     | Chauncey Billups  | 1976 | 191  | 92   |
| 4  | Stati Uniti (bandiera) | A     | Anthony Randolph  | 1989 | 208  | 93   |
| 5  | Stati Uniti (bandiera) | A     | Bill Walker       | 1987 | 198  | 100  |
| 6  | Stati Uniti (bandiera) | G     | Landry Fields     | 1988 | 201  | 95   |
| 7  | Stati Uniti (bandiera) | A     | Carmelo Anthony   | 1984 | 203  | 104  |
| 8  | Stati Uniti (bandiera) | A     | Derrick Brown     | 1989 | 201  | 102  |
| 8  | Italia (bandiera)      | A     | Danilo Gallinari  | 1988 | 208  | 102  |
| 9  | Stati Uniti (bandiera) | A     | Jared Jeffries    | 1981 | 211  | 109  |
| 11 | Canada (bandiera)      | G     | Andy Rautins      | 1986 | 193  | 88   |
| 13 | Stati Uniti (bandiera) | C     | Shelden Williams  | 1982 | 211  | 129  |
| 14 | Francia (bandiera)     | A     | Ronny Turiaf      | 1983 | 208  | 113  |
| 18 | Stati Uniti (bandiera) | G     | Roger Mason       | 1980 | 196  | 91   |
| 21 | Stati Uniti (bandiera) | A     | Wilson Chandler   | 1987 | 203  | 100  |
| 23 | Stati Uniti (bandiera) | G     | Toney Douglas     | 1986 | 188  | 86   |
| 25 | Stati Uniti (bandiera) | A     | Anthony Carter    | 1987 | 203  | 100  |
| 25 | Russia (bandiera)      | C     | Timofej Mozgov    | 1984 | 216  | 113  |
| 32 | Stati Uniti (bandiera) | A     | Renaldo Balkman   | 1989 | 208  | 93   |

## Staff tecnico
- Allenatore: Mike D'Antoni
- Vice-allenatori: Herb Williams, Phil Weber, Dan D'Antoni, Kenny Atkinson
- Vice-allenatore per lo sviluppo dei giocatori: Greg Brittenham
- Preparatore atletico: Roger Hinds
- Assistente preparatore: Anthony Goenaga

### Arrivi/partenze
Mercato e scambi avvenuti durante la stagione:
Arrivi
| N° | Naz.                   | Ruolo | Sportivo          |      | Alt. |     |
| -- | ---------------------- | ----- | ----------------- | ---- | ---- | --- |
| 7  | Stati Uniti (bandiera) | A     | Carmelo Anthony   | 1984 | 203  | 104 |
| 32 | Stati Uniti (bandiera) | A     | Renaldo Balkman   | 1989 | 208  | 93  |
| 25 | Stati Uniti (bandiera) | A     | Anthony Carter    | 1987 | 203  | 100 |
| 2  | Stati Uniti (bandiera) | A     | Derrick Brown     | 1987 | 201  | 102 |
| 18 | Stati Uniti (bandiera) | G     | Roger Mason       | 1980 | 196  | 91  |
| 34 | Stati Uniti (bandiera) | C     | Shelden Williams  | 1982 | 211  | 129 |
| 3  | Stati Uniti (bandiera) | A     | Shawne Williams   | 1986 | 206  | 102 |
| 14 | Francia (bandiera)     | A     | Ronny Turiaf      | 1983 | 208  | 113 |
| 1  | Stati Uniti (bandiera) | A     | Amar'e Stoudemire | 1982 | 208  | 111 |

Partenze
| N° | Naz.                   | Ruolo | Sportivo         |      | Alt. |     |
| -- | ---------------------- | ----- | ---------------- | ---- | ---- | --- |
| 0  | Stati Uniti (bandiera) | G     | Larry Hughes     | 1979 | 196  | 83  |
| 1  | Stati Uniti (bandiera) | G     | Chris Duhon      | 1982 | 185  | 84  |
| 2  | Stati Uniti (bandiera) | G     | Nate Robinson    | 1984 | 175  | 82  |
| 7  | Stati Uniti (bandiera) | A     | Al Harrington    | 1980 | 206  | 104 |
| 8  | Italia (bandiera)      | A     | Danilo Gallinari | 1988 | 208  | 102 |
| 42 | Stati Uniti (bandiera) | A     | David Lee        | 1983 | 206  | 113 |
| 43 | Stati Uniti (bandiera) | A     | Jordan Hill      | 1987 | 208  | 107 |
| 50 | Stati Uniti (bandiera) | G     | Eddie House      | 1978 | 185  | 82  |
| 30 | Stati Uniti (bandiera) | C     | Earl Barron      | 1981 | 213  | 111 |
| 21 | Stati Uniti (bandiera) | A     | Wilson Chandler  | 1987 | 203  | 100 |